# Università di Freiberg
La Technische Universität Bergakademie Freiberg (in italiano Università di Freiberg) è un'università tecnologica tedesca con comprende circa 5000 studenti della città di Freiberg, in Sassonia.
L'università fu fondata nel 1765 dal principe Franz Xaver, reggente di Sassonia, su progetto di Friedrich Wilhelm von Oppel e Friedrich Anton von Heynitz, ed è la più antica università di estrazione e metallurgia del mondo.
Gli elementi chimici indio (1863) e germanio (1886) furono scoperti dagli scienziati dell'Università di Freiberg. Il naturalista Alexander von Humboldt studiò l'estrazione mineraria proprio qui nel 1791/1792. Oggi, la Bergakademie Freiberg è un'università di tecnologia composta da sei facoltà: matematica e informatica; chimica, biologia e fisica; geoscienza, geoingegneria e estrazione mineraria; ingegneria meccanica; scienze materiali; economia.